# Colette Boky
Colette Boky (née Marie-Rose Élisabeth Giroux, le 4 juin 1935 à Montréal, au Québec) est une soprano québécoise de renommée internationale. 

## Biographie
Colette Boky étudie d'abord à l'École de musique Vincent-d'Indy (1953-1955), puis au Conservatoire de musique de Montréal (1959-62) auprès de notamment Raoul Jobin, Roy Royal, Otto-Werner Mueller, Dick Marzollo et Rémus Tzincoca. Elle débute au Théâtre lyrique de Nouvelle-France en 1961, comme Rosina dans Il Barbiere di Siviglia, et l'année suivante y chante le rôle-titre dans Lakmé.  
Après avoir gagné le Prix d'Europe en 1962, elle se perfectionne à Paris avec Janine Micheau et Raoul Jobin, et fait ses débuts européens à Versailles en 1964, dans Lo speziale de Joseph Haydn. 
Elle chante alors à Brème (1964-66), Salzbourg (1965-66), Munich (1965-68), Vienne (1966-70), où elle s'illustre particulièrement dans les œuvres de Mozart.
De retour en Amérique, elle débute au Metropolitan Opera de New York en 1967, où elle demeure jusqu'en 1979, y chantant quelque 25 rôles différents, notamment Marguerite, Juliette, Pamina, Sophie, Adina, Lucia, Gilda, Violetta, Mimi, les quatre héroïnes dans Les contes d'Hoffmann, etc. Elle paraît aussi à Boston, Philadelphie, La Nouvelle-Orléans, San Francisco, etc.
Soprano lyrique-colorature, Colette Boky était aussi admirée comme récitaliste de mélodies françaises et de lieder. 
Elle enseigne à l'université du Québec à Montréal à partir de 1981, où elle crée un « Atelier d'opéra » avec Joseph Rouleau, également professeur de chant.
Le fonds d'archives de Colette Boky (P880) est conservé au centre d'archives de Montréal de Bibliothèque et archives nationales du Québec.

## Honneurs
- 1962 - Prix d'Europe
- 1971 - Prix Calixa-Lavallée
- 1986 - Prix Denise-Pelletier
- 1998 - Membre du Panthéon canadien de l'art lyrique
- 2002 - Officier de l'Ordre du Canada
- 2006 - Chevalier de l'Ordre national du Québec

## Sources bibliographiques
- Boky, Colette dans L'Encyclopédie de la musique au Canada
- Colette Boky, Prix d'Europe 1962
- Boky, Colette : Prix Denise-Pelletier 1986, Prix du Québec
- Colette Boky au Panthéon canadien de l'art lyrique, journal L'UQAM branché, Volume XXV Numéro 8, 18 janvier 1999
- Colette Boky, O.C., Officier (2002) de l'Ordre du Canada
- Colette Boky, Chevalière (2006) de l'Ordre national du Québec
- Colette Boky et Mireille Barrière, Colette Boky : Le chant d'une femme, Montréal, Éditions Triptyque, novembre 2009, 328 p.  (ISBN 978-2-8903-1636-2 et 2-8903-1636-X)
Parution de la biographie de Colette Boky, chanteuse d'opéra et professeure au Département de musique, UQAM, Communiqué de presse